# Bitwa pod Ndondakusuka
Bitwa pod Ndondakusuka nad Tugelą – starcie zbrojne, które miało miejsce w roku 1857.
W trakcie międzyplemiennej wojny domowej w państwie Zulusów doszło do konfliktu pomiędzy wodzami Cetshwayo a jego bratem Mbuyazim. Dnia 2 grudnia 1857 r. pod Ndondakusuka nad Tugelą doszło do decydującej bitwy. Bitwę rozpoczęły oddziały Cetshwayo, które dokonały próby oskrzydlenia przeciwnika z prawej flanki. Zostały one jednak odparte ogniem broni palnej oddziału zbrojnego pogranicznego agenta handlowego Johna Dunna, wysłanego przez rząd Natalu w geście poparcia dla Mbuyaziego. W tej sytuacji Cetshwayo przypuścił atak na lewym skrzydle oraz w centrum, gdzie w końcu zmuszono przeciwnika do odwrotu. Po zmieszaniu się wycofujących się wojowników ze znajdującą się w rejonie ludnością cywilną (13 000 ludzi) w ich szeregach doszło do wybuchu paniki. W wyniku pościgu wojownicy Cetshwayo dokonali rzezi uciekinierów, zabijając 14 000 ludzi w tym 5000 wojowników. Poległ m.in. Mbuyazi i jego 5 braci, natomiast Johnowi Dunnowi udało się zbiec.